# Corynebacterium diphtheriae
Corynebacterium diphtheriae je grampozitivní nepohyblivá fakultativně anaerobní bakterie bez pouzdra. Způsobuje onemocnění zvané záškrt, které se přenáší vzduchem. Nejčastěji vstupuje přes mandle a způsobuje těžkou angínu s pseudomembránami a možnými komplikacemi (horečka, myokarditis, laryngospasmus).

## Morfologie
Jedná se o grampozitivní tyčinku s charakteristickým kyjovitým vzhledem v mikroskopu označovaném jako tzv. tvar rozsypaného čaje. Albertsovou metodou lze pozorovat metachromatická granula.

## Kultivace
Roste dobře na krevním agaru.

## Faktory virulence
Corynebacterium diphtheriae produkuje neuroamidázu.
Dále produkuje difterický toxin (exotoxinového typu), který bakterie získává od bakteriofágů procesem transdukce. Difterický toxin je polypeptid složen ze 535 aminokyselin složený ze dvou (A a B) podjednotek spojených disulfidickými můstky. Patří mezi toxiny označované jako A-B toxiny. Podjednotka B dovoluje podjednotce A připojit se na hostitelskou buňku. V hostitelské buňce zastavuje proteosyntézu. Funguje tedy stejně jako exotoxin A Pseudomonas aeruginosa.

## Terapie záškrtu
Corynebacterium diphtheriae je citlivé na penicilinová antibiotika (penicilin, ampicilin), na makrolidy (erytromycin, azitromycin). Je nutno podávat v kombinaci s antitoxinem, jelikož po zničení bakterie se difterický toxin uvolňuje. Pro zmírnění příznaků se podávají kortikoidy na zmírnění otoků hrdla. Provádí se vakcinace proti záškrtu jako součást trivakcíny (spolu s tetanem a černým kašlem).